# Tadeusz Gliński
Tadeusz Gliński (ur. 22 stycznia 1933 w Kotowie Starym, zm. 21 listopada 1993 w Ołtarzewie), rzymskokatolicki duchowny, pallotyn, historyk polskich pallotynów.

## Życiorys
Był synem Władysława i Aleksandry z Nizińskich. W 1950 wstąpił do Niższego Seminarium Duchownego pallotynów w Wadowicach na Kopcu; po ukończeniu nowicjatu w Ząbkowicach Śląskich 7 lipca 1953 złożył pierwszą profesję. Studia filozoficzno-teologiczne odbył w Seminarium Duchownym w Ołtarzewie i tam też złożył profesję wieczystą 5 lipca 1957, a 11 czerwca 1959 przyjął święcenia kapłańskie z rąk biskupa Zygmunta Choromańskiego. W latach 1959–1960 odbył tirocinium w Gdańsku, po czym pozostał w tym mieście w pracy duszpasterskiej. Zyskał opinię „wyróżniającego się i oryginalnego” kaznodziei (J. Mandziuk). W jednym z gdańskich liceów ogólnokształcących uzyskał również państwowe świadectwo dojrzałości. W latach 1962–1963 pracował jako duszpasterz w Kisielicach.
Realizując swoje pasje historyczne, w latach 1963-1969 odbył studia na Wydziale Humanistycznym Katolickiego Uniwersytetu Lubelskiego, uwieńczone dyplomem magistra historii na podstawie rozprawy Opinia Długosza o kongregacji Kanoników Regularnych. Od września 1969 wykładał historię Kościoła w seminarium ołtarzewskim. W Ołtarzewie zmarł w listopadzie 1993 i został pochowany.

## Dorobek naukowy i publicystyczny
Bibliografia prac ks. Glińskiego liczy 73 pozycje. Pierwsze artykuły, głównie o charakterze okolicznościowym i wspomnieniowym, ogłaszał na łamach czasopism seminaryjnych - „Życie Kopca” (1950-1951, 11 pozycji, m.in. Bajka, Echa z Olimpu, Głos powołania, Minęła matura, O Królowo Apostołów, Wspomnienia maturzysty, Wspomnienia z przeszłości) i „Nasz Prąd” (1956-1959, 13 pozycji, m.in. Król ducha, Matka najnieszczęśliwszych, Kult Miłosierdzia Bożego zatacza coraz szersze kręgi, O. Honorat a apostolstwo świeckich, Wielki zakonodawca, Witaj Matko, Abbé Pierre przemawia do seminarzystów, Apostołka świętości, Coś niecoś o tirocinium, W sprawie św. Stanisława). Wspomnienia z życia seminaryjnego zamieścił również w Księdze Pamiątkowej 50-lecia Wyższego Seminarium Duchownego w Ołtarzewie (1968) i na łamach „Roczników Pallotyńskich” w 1968. Głównym tematem publikacji ks. Glińskiego były dzieje polskich pallotynów - domów zakonnych, instytucji, praca misyjna, posługa kapelanów wojskowych, losy wojenne (m.in. Martyrologium polskich Pallotynów w II wojnie światowej, w pracy zbiorowej Kościół katolicki na ziemiach Polski w czasie II wojny światowej. Materiały i studia pod redakcją Franciszka Stopniaka, zeszyt 1, 1973; Początek Zjednoczenia Apostolstwa Katolickiego, w „Rocznikach Pallotyńskich”, 1974; Pallotyni, w „Gościu Niedzielnym”, nr 20, 1976; Historia domu w Ołtarzewie, w pracy Jubileusz Wspólnoty Ołtarzewskiej 1927-1977, 1977; 70 lat Pallotynów w Polsce, w tej samej pracy; Pięćdziesięciolecie pallotynów w Warszawie, również w tej samej pracy; Polscy wojskowi kapelani pallotyńscy w okresie II wojny światowej, w pracy Kościół katolicki na ziemiach Polski w czasie II wojny światowej. Materiały i studia, zeszyt 2, 1978; Praca polskich pallotynów w obozach przejściowych podczas II wojny światowej, w zeszycie 4 tej samej pracy, 1979; Pallotyni, w pracy Życie religijne w Polsce pod okupacją hitlerowską 1939–1945 pod redakcją Zygmunta Zielińskiego, 1983; Pallotyni w Polsce, w „Królowej Apostołów”, nr 8-9, 1982; Udział polskich pallotynów w misyjnej pracy Kościoła, w „Kalendarzu Królowej Apostołów”, 1982; Zjednoczenie Apostolstwa Katolickiego, w „Królowej Apostołów”, nr 2, 1982; 75 lat pallotynów w Polsce, w „Ładzie”, nr 26, 1985; Wojskowi kapelani pallotyńscy, w „Królowej Apostołów”, nr 1, 1986; Historia domów Stowarzyszenia Apostolstwa Katolickiego w archidiecezji krakowskiej, w „Wiadomościach Polskiej Prowincji Stowarzyszenia Apostolstwa Katolickiego”, nr 9, 1989; Jubileusz 60-lecia Kopca, w „Królowej Apostołów”, nr 6, 1989; Krótki rys historii Kalendarza Królowej Apostołów, w „Wiadomościach Polskiej Prowincji Stowarzyszenia Apostolstwa Katolickiego”, nr 4, 1993).
Ks. Gliński był również zasłużonym biografem polskich pallotynów. Dla Polskiego Słownika Biograficznego opracował życiorysy Alojzego Majewskiego (tom XIX, 1977), Ignacego Olszewskiego (tom XXIV, 1979) i Franciszka Paulińskiego (tom XXV, 1980), dla Encyklopedii katolickiej Towarzystwa Naukowego Katolickiego Uniwersytetu Lubelskiego życiorysy Leona Cieślaka i Stanisława Czapli (oba w tomie III, 1979). Do Słownika biograficznego Warmii, Mazur i Powiśla XIX i XX wieku Tadeusza Orackiego (1983) napisał hasło poświęcone Szczepanowi Graczowi. Ponadto publikował artykuły biograficzne na łamach czasopism, m.in. Ks. Alojzy Majewski - apostoł współpracowników („Biuletyn Apostolski”, nr 2, 1973), Założyciel Stowarzyszenia w Polsce („Biuletyn Apostolski”, nr 1, 1973), Brat Doktor Józef Lipkowski, pallotyn (Referaty i Opracowania, tom III, Ołtarzew 1974), Ks. Majewski Alojzy (tamże), Odsłonięcie tablicy pamiątkowej śp. ks. Wojciecha Turowskiego SAC („Wiadomości Polskiej Prowincji Stowarzyszenia Apostolstwa Katolickiego”, nr 6-7, 1978), 50 rocznica męczeńskiej śmierci - Ksiądz Szczepan Gracz SAK („Królowa Apostołów”, nr 7, 1992).
Ponadto w dorobku ks. Tadeusza Glińskiego znajdują się inne artykuły historyczne i okolicznościowe, a także poświęcone życiu wspólnotowemu i apostolstwu katolickiemu (m.in. Fundatorzy klasztorów w opinii Długosza, w „Sprawozdaniach Towarzystwa Naukowego Katolickiego Uniwersytetu Lubelskiego”, 1974; Realizacja podstawowej idei apostolstwa katolickiego w Polsce, w „Rocznikach Palotyńskich”, 1974; Życie wspólnotowe w tradycji SAC do XIII Kapituły Generalnej, w pracy Pallotyńskie Życie Wspólnotowe, 1976; Kanonicy regularni (Bożeciołki) w opinii Długosza, w pracy Studia z dziejów kościoła Bożego Ciała w Krakowie, 1977; Polak-katolik, w numerze okolicznościowym „Gazety Warszawskiej” z 1988; Siedemdziesięciolecie odrodzenia Polski, w „Naszym Prądzie”, nr 11, 1988; Wpływ zakonów na życie religijne i moralne Wadowic, w „Wiadomościach Polskiej Prowincji Stowarzyszenia Apostolstwa Katolickiego”, nr 9, 1989; Święci polscy okresu zaborów - światło w mroku, w „Odpowiedzialność i Czyn”, nr 1, 1990). W maszynopisie pozostawił opracowania: Historia domów pallotyńskich w Polsce do 1939 r., Rola emigracji w dziejach polskich pallotynów, Udział polskich pallotynów w misyjnej pracy Kościoła.  